# 松崎真
松崎 真（まつざき まこと、1932年〈昭和7年〉5月7日 - 2015年〈平成27年〉5月）は、日本の元俳優、元自衛隊隊員。本名、澤井 一郎（さわい いちろう）。父は性格俳優の沢井三郎（1904年〜1987年）。

## 来歴・人物
1957年に自衛隊に入隊し、2年後の1959年に除隊している。
1971年7月18日から1984年9月30日まで日本テレビ系列の『笑点』で山田隆夫の前任の座布団運び役（5代目）を務めていたことで有名であり、13年間に渡って担当していた。就任のきっかけは松崎がプロデューサーの親戚であったことである。強面司会者だった三波伸介の毒舌にも笑みを絶やさず、ときには志願して答えることもあった。また力が強く、座布団をめぐるドタバタで人気のあった三波時代でも、大量の座布団の持ち運びをほぼ1人でこなすことが出来ていた。挨拶の締めのフレーズ「手を上げて、横断歩道を渡りましょう」は流行語にもなった（このフレーズにより「交通安全に対する協力」ということで警察より表彰をされている）。『笑点』を公には「俳優業に専念する」ため卒業したが、実際には体調不良による降板だった。その後、2006年5月14日の40周年スペシャルで久々の出演を果たした。
2007年3月22日に放送された日本テレビ系のバラエティ番組『あの人は今!?』に出演し子供向けの交通安全教室で講師を務める姿が紹介されたこともある。この時のリポーターとして松崎のもとを訪れたのは林家たい平と山田隆夫であり、別番組ながら新旧の『笑点』座布団運び役が共演を果たした（衣装もともに『笑点』でおなじみの赤い着物姿だった）。
2006年に俳優業を引退して、主に全国で講演活動をしていた。2015年5月、老衰のため、83歳で亡くなった。
趣味はパチンコ。子どものころは乗馬をしたという。
かつて、売れる前のビートたけしと新宿の思い出横丁で一緒に飲んだことがあるという。
また『シャボン玉ホリデー』にレギュラー出演していた当時、植木等が「松崎ー!!」と当時の付き人だった松崎雅臣（のちの小松政夫）を呼ぶと一緒に振り返ってしまうことがよくあり紛らわしかったため、真のほうを「大松（大きい松崎の意）」、雅臣のほうを「小松（小さい松崎の意）」と呼ぶようになった。これがきっかけとなり雅臣のほうは正式に芸能界デビューするにあたって「小松政夫」の芸名を拝命することになり、真はその命名のきっかけを作ったといえる。
1973年、映画『燃えよドラゴン』に相撲取りの役で出演したが、一夜でスーパースターになったブルース・リーのことを「鼻持ちならないチビだった」と酷評した。

## 出演作品

### 映画
- 南国太平記　※初出演作
- 007は二度死ぬ（1967年、ユナイテッド・アーティスツ）
- ドリフターズですよ!盗って盗って盗りまくれ（1968年、東宝） - 大牢の中座
- 日本一のショック男（1971年、東宝） - キャバレーの客
- 無宿人御子神の丈吉 川風に過去は流れた（1972年、東宝） - 賭場の親分
- 喜劇 泥棒大家族 天下を盗る（1972年、東宝） - 運転手
- 喜劇 ここから始まる物語（1973年、松竹） - 野球コーチ
- 修羅雪姫（1973年、東宝） - 代貸
- 燃えよドラゴン（1973年、ワーナー・ブラザース） - スモウレスラー
- 喜劇 だましの仁義（1974年、東宝） - 大家
- お姐ちゃんお手やわらかに（1975年、東宝） - ポテト・チップ
- アフリカの鳥（1975年、日活） - 塾の教師
- 激突!若大将（1976年、東宝） - 大岩
- 帰ってきた若大将（1981年、東宝） - 植松
- 炎のごとく（1981年、東宝） - 賭場の代貸
- 日本フィルハーモニー物語 炎の第五楽章（1981年、にっかつ） - 警備員
- 人間の翼 最後のキャッチボール（1996年、CINEMA CRAFT） - 窓乃梅の旦那

### テレビドラマ
- 姿三四郎（1963年、CX）
- 大河ドラマ（NHK）
  - 太閤記（1965年）
  - 源義経（1966年） - 太郎時家
  - 三姉妹（1967年） - 新選組隊士
  - 樅ノ木は残った（1970年） - 雲助
  - 国盗り物語（1973年） - 小六の手下
  - 花神（1977年） - 壷振り
  - 獅子の時代（1980年） - 兼三
  - 独眼竜政宗（1987年） - 真田の武将

- 快獣ブースカ 第18話「こちらブースカ! 110番」（1967年、NTV / 東宝 / 円谷プロ） - 虎谷虎五郎（亀田亀男）
- おれは男だ! 第22話「キャプテン死んで貰います!」（1971年、NTV / 松竹）
- 時間ですよ 第2シリーズ（1971年、TBS）- 工事現場の男
- 太陽にほえろ! 第13話「殺したいあいつ」（1972年、NTV / 東宝） - 用心棒
- プレイガール（12ch / 東映）
  - 第215話「港町の風俗巡査」（1973年） - 庄野　
  - 第237話「城下町の風俗巡査」（1973年） - 栗林
- 子連れ狼 第19話「半畳壱畳弐合半」（1973年、NTV / ユニオン映画）
- 水滸伝 第12話「二竜山の対決」（1973年、NTV / 国際放映） - 牛二
- バーディ大作戦 第2話「現金輸送車大追跡!」（1974年、TBS / 東映） - 護送車の大男
- 八州犯科帳 第10話「涙を棄てた女」（1974年、CX / C.A.L）- 為吉
- 寺内貫太郎一家 第22話（1974年、TBS）- マッサージ師
- 特別機動捜査隊（NET / 東映）
  - 第642話「女ざかりの女」（1974年） - 矢島
  - 第690話「泥水の流れの中で」（1975年） - 管理人
  - 第714話「死霊の影」（1975年） - 現場監督
  - 第720話「待っている女」（1975年） - 中年男
- 非情のライセンス 第2シリーズ 第39話「やさしい兇悪」（1975年、NET / 東映）
- 鬼平犯科帳 第1話「用心棒」（1975年、NET / 東宝）
- 俺たちの旅 第3話「男はいつか歩き出すのです」（1975年、NTV / ユニオン映画）
- はぐれ刑事 第4話「密告」（1975年、NTV / 国際放映）- 田川の側近
- アクマイザー3 第34話「なぜだ?! 2+3はへのへのもへじ」（1976年、NET / 東映） - 頑鉄先生
- 江戸の旋風II（1976年、CX）
- 気まぐれ天使 第19話「これぞ男の生きる道」（1977年、NTV / ユニオン映画） - 借金取りのヤクザ
- 西遊記（NTV / 国際放映）
  - 西遊記 第1話「石猿誕生す」（1978年）
  - 西遊記II 第22話「妖鬼の山 お転婆姫の恋」（1980年）
- 熱中時代 刑事編 第22話「七つの顔の悪党」（1979年、NTV） - ラーメン屋主人
- あさひが丘の大統領 第3話「これがオレたちの旗だ!」（1979年、NTV / ユニオン映画）
- ウルトラマン80 第40話「山からすもう小僧がやって来た」（1980年、TBS / 円谷プロ） - 関取
- 文吾捕物帳 第8話「女風呂のめぐり逢い」（1981年、ANB / 三船プロ）
- 鬼平犯科帳 第10話「盗法秘伝」（1980年、NET / 東宝） - 升屋市五郎
- 銀河テレビ小説（NHK）
  - 煙が目にしみる（1981年） - 詰め将棋の男
- 気になる天使たち（1981年、CX / 東宝）
- セーラー服と機関銃 第5話「チョロの初恋物語」（1982年、CX）
- 松本清張シリーズ・けものみち（1982年、NHK） - 見舞い客の暴力団親分
- 火曜サスペンス劇場 / 致死歩道（1984年、NTV / C.A.L）
- 誇りの報酬 第42話「狙撃者は誰をねらったか」（1986年、東宝 / NTV） - 銃刀法違反の男
- 鬼平犯科帳 第1シリーズ 第12話「兇剣」（1989年、CX / 松竹） - 白狐の谷松
- 月曜ドラマスペシャル / 塀の中の懲りない面々・満願出所編（1990年、TBS）
- 衛星ドラマ劇場 / 櫂（1999年、NHK-BS2）

### バラエティ
- 笑点（1971年7月18日 - 1984年9月30日、日本テレビ） - 5代目座布団運び

## レコード
- 音頭で大行進（1979年、岡ゆう子・ビクター少年民謡会との共演）

## 松崎真を演じた俳優
- 泊帝：BS笑点ドラマスペシャル 五代目三遊亭圓楽（2019年、BS日テレ）